# Coelichneumon inutilis
Coelichneumon inutilis là một loài tò vò trong họ Ichneumonidae.